# 太乙镇
太乙镇，是中华人民共和国四川省遂宁市射洪市下辖的一个乡镇级行政单位。

## 行政区划
太乙镇下辖以下地区：
观音阁社区、拦沟田村、斩山沟村、沙溪村、万柏村、白鹤庙村、帽匠垭村、驼柏树村、学堂村、巴掌村、人民村、千张坝村、花坟山村、王水磨村、毛针山村、石院村、刘塘村、土祖庙村、鲁家桥村、石牛庙村、莲花堰村、白龙村、短沟村、道祖庙村、任家沟村和大河沟村。